# دين كولينز
دين كولينز (بالإنجليزية: Dean Collins)‏ هو مصمم رقص أمريكي، ولد في 29 مايو 1917 في كولومبوس في الولايات المتحدة، وتوفي في 1 يونيو 1984 في لوس أنجلوس في الولايات المتحدة.

## وصلات خارجية
- دين كولينز على موقع IMDb (الإنجليزية)